# 이용철 (야구인)
이용철(李龍澈, 1964년 4월 19일~)은 전 한국프로야구 삼성 라이온즈의 투수이자, KBS와 KBS N 스포츠의 야구 해설위원이었다.
1988년 단국대학교를 졸업하고 1차 2순위 지명을 받아 MBC 청룡에 입단하였다. 입단 첫 해 7승 11패, 평균 자책 2.74로 신인왕을 수상하였고, 이후 삼성 라이온즈로 트레이드되었다. 1994년 시즌 후 방출되었고 현역에서 은퇴하였다. 은퇴 이후 1995년부터 1997년까지 삼성 라이온즈의 스카우트, 1998년부터 2000년까지 투수코치로 활동한 뒤 2001년부터 2019년까지 KBS와 KBS N 스포츠에서 야구 해설위원이며, 수원시의 주최로 어린이 야구교실도 운영하고 있다. 2014년부터 사단법인 한국프로야구 은퇴선수협회 초대 사무총장으로 역임하고 있다. 야구 해설 위원으로 활동하면서 하일성의 지도를 많이 받았다.

## 논란 및 비판
삼성 라이온즈와 두산 베어스를 응원하는 것 같다는 소문이 있다.
2018년 5월 23일 KBO 리그 두산 베어스와 한화 이글스의 경기를 중계하던 중 최재훈이 머리에 공을 맞았을 때 두산 베어스의 불펜을 먼저 언급하여 논란이 되었다.
 다음 날 KBO 리그 중계 방송을 통해 사과하였다.
2019년 8월 26일 KBS 뉴스에 따르면 성매매 혐의로 경찰 조사를 받았다고 전해졌다.

## 출신 학교
- 배문중학교
- 경기상업고등학교
- 단국대학교